# Мюнтцинг, Арне
Арне Мюнтцинг (2 марта 1903, Гётеборг, Швеция — 7 января 1984, Лунд, Швеция) — шведский генетик.

## Биография
Родился 2 марта 1903 года в Гётеборге. Вскоре после рождения переехал в Лунд. В 1925 году поступил в Лундский университет, который он окончил в 1930 году. Будучи выпускником Лундского университета, с 1926 по 1929 года работал там же в Институте генетики, а с 1929 по 1931 год в Институте генетики сахарной свёклы в Ландскроне. С 1931 по 1938 год работал в Институте селекции растений в Свалёфе. В 1938 году вернулся в Лунд и в свой родной Лундский университет, где вплоть до 1968 года занимал должность директора. С 1968 года — на пенсии.
Скончался 7 января 1984 года в Лунде.

## Научные работы
Основные научные работы посвящены генетике дикорастущих и культурных растений.

## Членство в обществах
- Член Датской королевской академии наук.
- Член Лондонского королевского общества.
- Член Шведской королевской академии наук.
- Член ряда других академий наук.

## Награды и премии
- 1959 — Медаль имени Чарлза Дарвина.
- 1965 — Медаль имени Г. И. Менделя.